# Tulcus
Tulcus is een kevergeslacht uit de familie van de boktorren (Cerambycidae). De wetenschappelijke naam van het geslacht werd voor het eerst geldig gepubliceerd in 1945 door Dillon & Dillon.

## Soorten
Tulcus omvat de volgende soorten:
- Tulcus amazonicus (Thomson, 1860)
- Tulcus crudus (Erichson, 1847)
- Tulcus diaphorus Martins & Galileo, 2009
- Tulcus dimidiatus (Bates, 1865)
- Tulcus distinctus (Dillon & Dillon, 1945)
- Tulcus fulvofasciatus (Dillon & Dillon, 1945)
- Tulcus hebes (Dillon & Dillon, 1945)
- Tulcus liturus (Dillon & Dillon, 1945)
- Tulcus lycimnius (Dillon & Dillon, 1945)
- Tulcus obliquefasciatus (Dillon & Dillon, 1952)
- Tulcus paganus (Pascoe, 1859)
- Tulcus pallidus (Dillon & Dillon, 1945)
- Tulcus pepoatus (Martins & Galileo, 1996)
- Tulcus picticornis (Bates, 1865)
- Tulcus pigrus (Martins & Galileo, 1990)
- Tulcus pullus (Dillon & Dillon, 1945)
- Tulcus signaticorne (Thomson, 1868)
- Tulcus somus (Dillon & Dillon, 1945)
- Tulcus subfasciatus (Thomson, 1860)
- Tulcus thysbe (Dillon & Dillon, 1945)
- Tulcus tigrinatus (Thomson, 1868)